# AM Conspiracy
Gli AM Conspiracy sono stati un gruppo alternative metal statunitense, originario di Orlando (Florida) e attivo dal 2005 al 2011.

## Formazione
- Jason "Gong" Jones – voce
- Dean Andrews – batteria
- Kenny Harrelson – basso
- Drew Burke – chitarra
- Rob DeHaven – chitarra

## Discografia
- 2007 – Out of the Shallow End (EP)
- 2010 – AM Conspiracy